# 艾根诉加拿大案
艾根诉加拿大案（Egan v. Canada）[1995] 2 S.C.R.513是加拿大最高法院围绕同性恋权利而作出的一个判决。
詹姆士·艾根（James Egan）和约翰·诺里斯·奈斯比特（John Norris Nesbit）是一对自1948年开始维系着“婚姻关系”的同性恋爱人。1986年，65岁的艾根根据加拿大《老年人保障法令》（Old Age Security Act）领取老年保证金（Old Age Security）。奈斯比特满60岁的时候，他根据同一法律文件申请配偶津贴。但他的申请被拒绝，因为行政机关认为艾根和奈斯比特之间的关系不是《老年人保障法令》里所保障的配偶关系。艾根随之起诉。在地方法院和联邦上诉法院输掉了官司以后，艾根和奈斯比特上诉至加拿大最高法院。
1995年3月25日，最高法院驳回了上诉，判定《老年人保障法令》中的“异性结合是能构成配偶关系的条件之一”的规定是符合加拿大宪法的。
但同时，由于全体法官一直认为，基于性取向的歧视是为《加拿大权利与自由宪章》第十五部分所禁止的。这使得这个判决成为一个具有争议性的，要求给予同性恋权利保障的判决书。按照《加拿大权利与自由宪章》的规定：
|  | 所有人在法律面前人人平等。所有人都有权利在不受歧视的情况下获得法律的平等保护和享受法律所赋予的各项权益。所有人不因种族、国籍、种族、肤色、信仰、性别、年龄、精神或身体缺陷而受歧视。 |

判决认为：
|  | 性取向，严格意义上，是一种私人化的特质。这种特质无法改变，即使能够改变，那也是以个人无法接受的痛苦为代价的，因此，性取向，与第十五部分所列举的项目有着共同的特点，属于第十五部分的保护范围。 |

这个判决成为一个先例：《加拿大权利与自由宪章》第十五部分禁止基于性倾向的歧视。而性取向也被认为是“隐藏”在权利与自由宪章里的一个条目。